# إبراهيم بن الغزي
إبراهيم بن الغزى 612؟ - 674 هـ -- 1215– 1275 م
هو إبراهيم بن إبراهيم بن عبد الرحيم بن على بن الغزى الأموى ، كاتب من الولاة ترسل عن الملك الناصر داود صاحب الكرك ثم عن الناصر يوسف صاحب دمشق وتولى الرحبة وبلادها في أيام الظاهر بيبرس ، ثم بعلبك . أرسل إلى عكا في مهمة وكانت له في الدولة حرمة وافرة وسيرة حسنة .
وله معرفة كاملة بالأدب وشعر غزلى رقيق ، توفى قرب حلب وقد قارب الستين . ودفن في بعلبك . 